# تاريخ سلوفاكيا

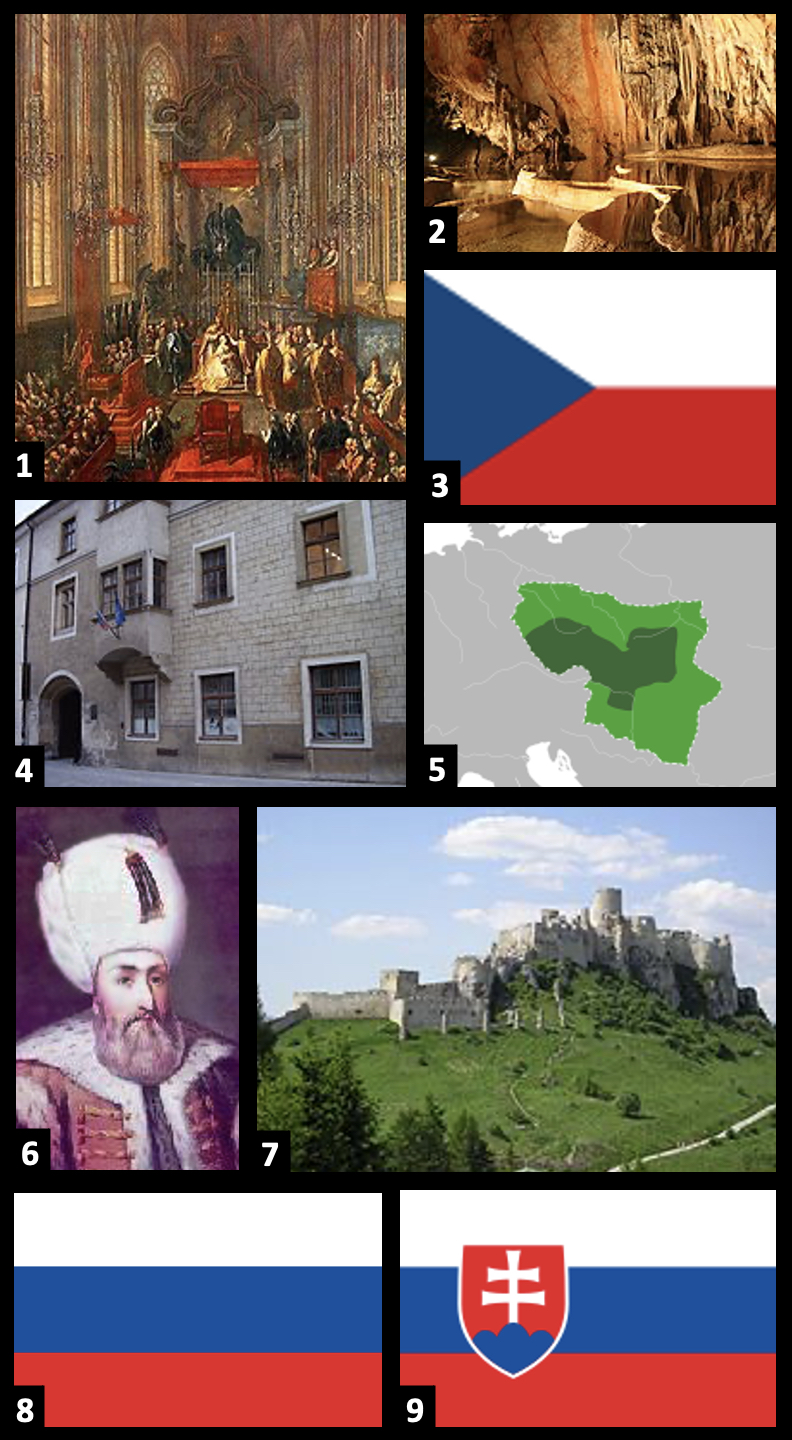

تتناول هذه المقالة تاريخ أراضي سلوفاكيا.

## عصور ما قبل التاريخ
يشهد اكتشاف الأدوات القديمة التي صنعتها التقنيات الكلاكتونية بالقرب من نوفى ميستو ناد فاهوم على أن أراضي سلوفاكيا كانت مأهولة في العصر الحجري القديم. تشمل اكتشافات ما قبل التاريخ الأخرى أدوات العصر الحجري القديم الأوسط التي عُثر عليها بالقرب من بوينيتسى، واكتشاف النياندرتال (أحد أنواع جنس هومو الذي استوطن أوروبا وأجزاء من غرب آسيا وآسيا الوسطى) في موقع بالقرب من غونوفتشي. كانت ثقافة الغرافيتيان الحالية موجودة بشكل رئيسي في وديان الأنهار من نيترا، ونهر هورن، وإيبل، وفاه وعلى امتداد مدينة جيلينا، وبالقرب من سفح فيهورلات، إنوفيك، وجبال تريبيك، وكذلك في جبال مييافا. أفضل قطعة أثرية معروفة هي فينوس مورافاني من مورافاني ناد فاهوم.
عُثر على مسكن العصر الحجري الحديث في جيليزوفتسي، غامير، وكتلة بوكوف الصخرية، وكهف دوميكا، وفي نتريانسكي هرادوك. تميز العصر البرونزي بحضارة كاكاني وفيلاتيس، ثم حضارة لوساتيا، تليها حضارة كالندربرغ وحضارة هالستات.

## العصور القديمة
كان الكلت أول سكان أراضي سلوفاكيا الحالية الذين عُرفوا على أساس المصادر المكتوبة. قدمت أولى مجموعات الكلت من الغرب بنحو 400 قبل الميلاد. تشير مستوطنات حضارة  لا تين إلى أن الكلت استعمروا الأراضي المنخفضة على طول نهر الدانوب وروافده. تعرض السكان المحليين إما للهجوم من قبل الكلت أو انسحبوا إلى الإقليم الشمالي الجبلي. وصلت مجموعات كلتية جديدة من شمال إيطاليا خلال القرن الثاني قبل الميلاد. عاش الكلت في البداية في أكواخ صغيرة – بحجم 4 × 3 أمتار (13 قدمًا × 10 قدمًا) – والتي شكلت إما قرى صغيرة أو كانت مبعثرة عبر الريف.
تطورت بعض حصون التلال الصغيرة التي بنيت في القرن الأول قبل الميلاد إلى مراكز اقتصادية وإدارية محلية مهمة. على سبيل المثال، كان حصن التل في زيمبلون مركزًا لأعمال الحديد. كُشف عن أعمال الزجاج في ليبتوفسكا مارا. وصُكت العملات المحلية في براتيسلافا وليبتوفسكا مارا. تحمل العملات المعدنية نقوش من براتيسلافا  مثل بياتك ونانوس. كان حصن ليبتوفسكا مارا أيضًا مركزًا مهمًا للكلت حاملي حضارة بوشوف في شمال الكاربات.
غزا بوريبيستا، ملك داقية، منطقة الدانوب الأوسط وأخضع الغالبية المحلية للقبائل الكلتية (في بوي وتاوريش) بنحو عام 60 قبل الميلاد. انهارت إمبراطورية بوريبيستا بعد وفاته بحوالي 16 سنة.
بدأ الرومان والقبائل الجرمانية أولى غزواتهم ضد الأراضي على طول نهر الدانوب الأوسط في العقد الأخير من القرن الأول قبل الميلاد. عبرت الجيوش الرومانيّة الدانوب قرب براتيسلافا تحت قيادة تيبيريوس للقتال ضد شعوب الكوادي الجرمانية في 6 ميلادي، لكن تمرد القبائل المحلية في بانونيا أجبر الرومان على العودة. مع الاستفادة من الصراعات الداخلية، وضع الرومان مجموعة من شعب كوادي في الأراضي المنخفضة على طول نهر الدانوب بين نهري مورافا وفاه في 21، ما جعل فانيوس ملكهم. عاش الألمان في منازل مستطيلة، بدلاً من منازل مربعة، وأحرقوا موتاهم، ووضعوا الرماد في جرة.